# Arbutus glandulosa
Arbutus glandulosa là một loài thực vật]] thuộc họ Ericaceae. Loài này có ở Guatemala và México. Chúng hiện đang bị đe dọa vì mất môi trường sống.

## Hình ảnh

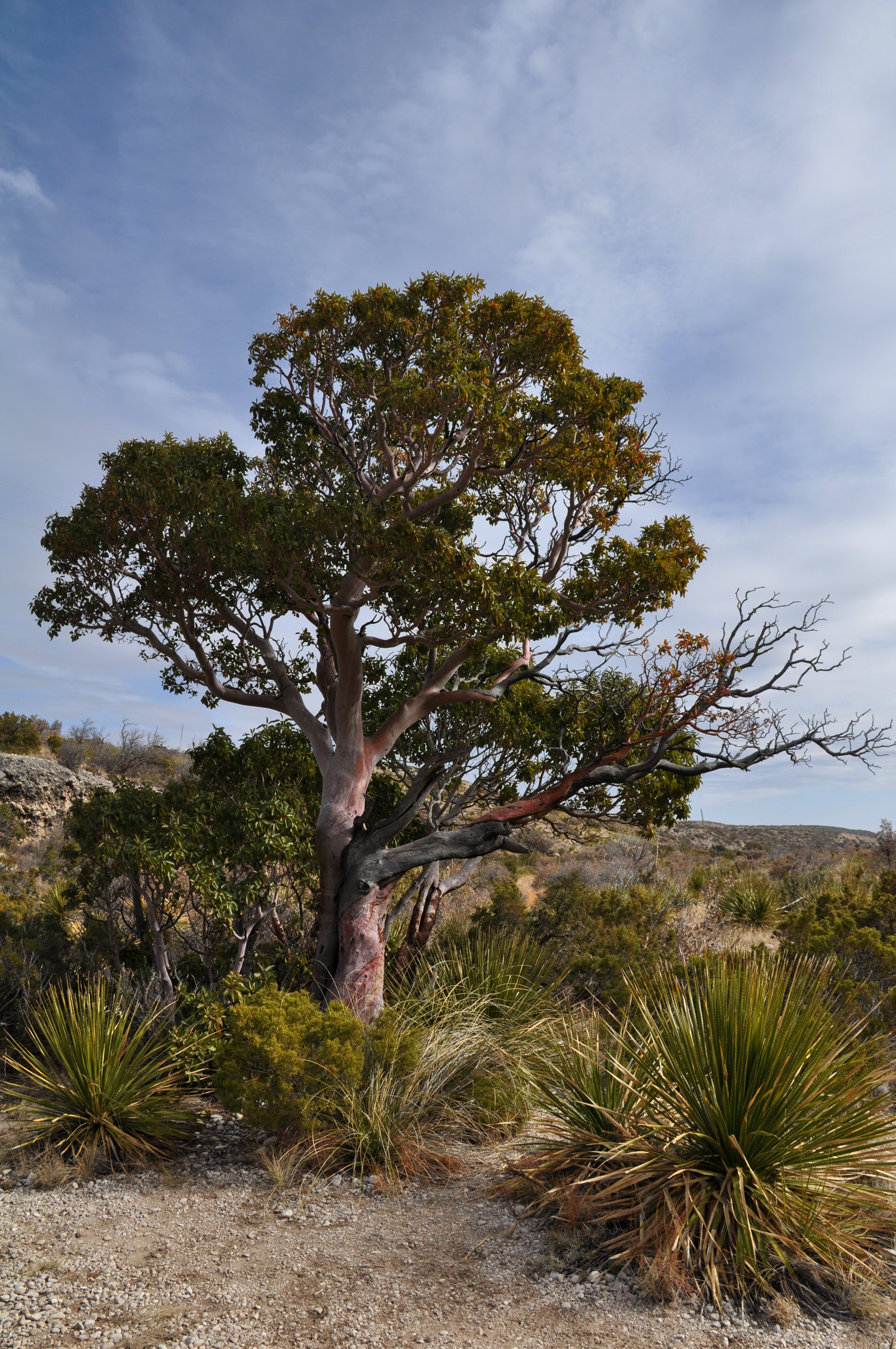